# Iglesia megye
Iglesia (spanyol nevének jelentése: templom vagy egyház) egy megye Argentína nyugati részén, San Juan tartományban. Székhelye Rodeo.

## Népesség
A megye népessége a közelmúltban a következőképpen változott:
| Év   | Lakosság |
| ---- | -------- |
| 2001 | 6280     |
| 2010 | 9099     |